# CC-322

## Características
Esta carretera comunica Casar de Cáceres con la carretera N-630, con 3,32 km de distancia. Es una carretera de un carril por sentido.

## Recorrido
La carretera empieza en Casar de Cáceres, y pasando por La Encarnación, llega a la carretera  N-630 